# Domingo Rosillo del Toro
Domingo Rosillo Del Toro (Orán, Argelia francesa, Argelia, 8 de diciembre de 1878-La Habana, Cuba, 28 de noviembre de 1957), fue un aviador cubano, incluido en la organización Pioneros de la aviación.  

## Biografía
Domingo Rosillo es reconocido por haber sido el primer aviador en realizar, el 17 de mayo de 1913, el vuelo Cayo Hueso-La Habana, que ejecutó en dos horas y 30 minutos, lo que le permitió establecer un nuevo récord mundial de distancia, superando al francés Louis Blériot, que había atravesado el Canal de la Mancha en 1908.
Rosillo había obtenido el título de piloto de la Federación Aeronáutica Internacional el 22 de octubre de 1912 en el Aero Club de France en París.
El vuelo Cayo Hueso-La Habana surgió a partir del ofrecimiento del ayuntamiento de La Habana de un premio para el piloto que atravesase con éxito el estrecho de Florida hasta la capital cubana. Junto a Rosillo se presentó también el aviador Agustín Parlá Orduña. Ambos deberían haber realizado el vuelo el mismo día de manera simultánea, pero Parlá no pudo partir, aunque lo haría dos días después. 
Tras el éxito del vuelo, Rosillo fue reconocido como Capitán de las Fuerzas Armadas Cubanas.
En noviembre de 1916 se instaló en Barcelona de la mano del aviador español Salvador Hedilla, que lo recomendó como instructor de vuelo de la Escuela Catalana de Aviación, de la que llegó a ser director. 
En 1919 trabajó como piloto de pruebas de la primera fábrica aeronáutica establecida en España, Pujol, Comabella i Companyia.
En 1937 retornó a Cuba, ocupándose de la Secretaría de la Academia Nacional de Aviación Civil y Reserva Aérea.
Ha recibido las más altas condecoraciones de la República de Cuba.
Falleció en La Habana el 28 de noviembre de 1957, a los 81 años de edad.